# Лущенко, Владимир Харлампиевич
Владимир Харлампиевич Лущенко (27 ноября 1949, Феодосия — до 2008) — советский футболист, защитник.
Воспитанник ДЮСШ Феодосии. В 1972 году дебютировал в составе симферопольской «Таврии» во второй лиге. В следующем году стал чемпионом Украинской ССР в рамках турнира 1 зоны второй лиги и вместе с командой вышел в первую лигу. Обладатель Кубка Украинской ССР 1974 года. В 1976 году провёл девять матчей в чемпионате СССР за «Шахтёр» Донецк, полуфиналист Кубка СССР 1976. Завершил карьеру в «Таврии» в 1977—1978 годах в первой лиге.